# Orientospilus capitatus
Orientospilus capitatus är en stekelart som beskrevs av Ian D. Gauld och Mitchell 1978. Orientospilus capitatus ingår i släktet Orientospilus och familjen brokparasitsteklar. Inga underarter finns listade i Catalogue of Life.